# Peña Colorada
El Peña Colorada es un pico de montaña ubicado al norte de la Sierra de Santo Domingo en el Estado Barinas, Venezuela. A una altitud de 3.550 m s. n. m. Peña Colorada es la segunda formación de montaña más alta de Barinas y una de las montañas más altas en Venezuela. Peña Colorada es parte del límite este entre Barinas y el estado Mérida.